# Eupithecia lentiscata
Eupithecia lentiscata es una especie de insectos lepidópteros, más concretamente de polillas, perteneciente a la familia de geométridos. La especie fue descrita por Claude Herbulot, habiendo sido descrita en 1869, con distribución endémica en el Mediterráneo occidental. Se distribuye en el sur de Grecia, Córcega y Cerdeña, donde el holotipo, un espécimen macho adulto, fue recolectado a una altitud de 3400 metros (11 154,9 pies) sobre el nivel del mar. 
En 2024 se descirbió la especie en terrenos de la península itálica. Es una polilla marrón grisáceo con una envergadura de 17,5 a 21 milímetros (0,7 a 0,8 plg). Tiene cierto parecido con otras dos especies europeas, Eupithecia dodoneata y Eupithecia abbreviata.  
Habita acantilados rocosos y secos donde crece la Pistacia lentiscus, con la excepción de Cerdeña, donde se le ha descrito en la arena, muy cerca de la costa.